# Курочка чорна
Курочка чорна (Gallinula tenebrosa) — вид журавлеподібних птахів родини пастушкових (Rallidae).

## Поширення
Цей вид широко поширений в Австралії, Індонезії, Новій Каледонії, Папуа Новій Гвінеї та Тиморі-Лешті. Переважним місцем проживання птаха є прісноводні озера, ставки та болота. Вид в основному трапляється в низинах, але на Сулавесі також на висоті до 1000 метрів.

## Підвиди
Виділяються три підвиди:
- G. t. frontata Wallace, 1863 (південний схід Борнео, Сулавесі, південні Молуккські острови, Малі Зондські острови та південний схід Нової Гвінеї);
- G. t. neumanni Hartert, 1930 (північ Нової Гвінеї);
- G. t. tenebrosa Gould, 1846 (Австралія).

## Опис
Пастушок середнього розміру. Тіло завдовжки 25–40 см, вагою від 290 до 720 г і розмахом крил 55–65 см. Птахи мають темно-сірий або чорний колір із темно-коричневою спиною. Знизу з боків хвіст білий. Дзьоб і лобова пластинка над ним яскраво-червоні, кінчик дзьоба жовтий. Червона пластинка виконує сигнальну функцію у внутрішньовидових суперечках.

## Спосіб життя
Харчуються рослинною поживою, зокрема водоростями та пагонами, насінням і плодами різних видів водних рослин. Розмножуються на прісноводних озерах, річках, болотах і штучних водоймах. Територіальні групи часто будують кілька гнізд, перш ніж осісти на одному, в якому самиця буде відкладати яйця. Іноді гнізда створюють над землею в густих чагарниках, на розвилках дерев або в в'юнких рослинах, але типове розташування гнізда — це лист прямо на воді, до 20 метрів від берега. Розмір кладки коливається від 5 до 18 яєць. Великі кладки, ймовірно, пов'язані з тим, що дві або більше самиці відкладають яйця в гніздо. Середня кладка складається з 8-9 яєць.